# Daniel Kozelinski Netto
Daniel Kozelinski Netto (ur. 18 lutego 1952 w Colonia Paraiso) – brazylijski biskup greckokatolicki obrządku bizantyjsko-ukraińskiego, eparcha Buenos Aires od 2016.

## Życiorys
Święcenia kapłańskie otrzymał 1 października 1980. Inkardynowany do eparchii kurytybskiej, pracował przede wszystkim jako duszpasterz parafialny oraz jako rektor seminariów eparchialnych.
20 czerwca 2007 został mianowany biskupem pomocniczym Eparchii św. Jana Chrzciciela w Kurytybie, ze stolicą tytularną Eminentiana. Chirotonii biskupiej udzielił mu 16 września 2007 abp Lawrence Huculak.
22 czerwca 2011 został mianowany administratorem apostolskim Eparchii Santa María del Patrocinio w Buenos Aires. 
12 stycznia 2013 Benedykt XVI mianował go wizytatorem apostolskim dla grekokatolików w Urugwaju, Paragwaju, Chile i w Wenezueli. 8 października 2016 papież Franciszek mianował go eparchą Buenos Aires.